# (7420) Buffon
(7420) Buffon ist ein Asteroid des inneren Hauptgürtels. Er wurde am 4. September 1991 vom belgischen Astronomen Eric Walter Elst am La-Silla-Observatorium (IAU-Code 809) der Europäischen Südsternwarte in Chile entdeckt.
Der Asteroid wurde nach dem französischen Naturforscher im Zeitalter der Aufklärung Georges-Louis Leclerc de Buffon (1707–1788) benannt, der sich unter anderem mit der zoologischen Klassifikation befasste und der mit seinen Überlegungen zu den frühesten Vordenkern der Evolutionstheorie gehört, da er einen Artwandel annahm.